# Allodape
Allodape é um género de abelhas pertencente à família Apidae.
As espécies deste género podem ser encontradas em África.

## Espécies
Espécies (lista incompleta):
- Allodape armatipes Friese, 1924
- Allodape australissima Michener, 1975
- Allodape brachycephala Michener, 1971